# (12262) Nishio
(12262) Nishio est un astéroïde de la ceinture principale.

## Description
(12262) Nishio est un astéroïde de la ceinture principale. Il fut découvert le 21 octobre 1989 à Kitami par Kin Endate et Kazuro Watanabe. Il présente une orbite caractérisée par un demi-grand axe de 2,78 UA, une excentricité de 0,14 et une inclinaison de 5,4° par rapport à l'écliptique.

## Compléments